# 初戀風暴
《初戀風暴》，2011年台灣電影。主要演員有：《十七歲的天空》的楊祐寧與《聽說》的陳妍希聯合演出，其他演員有：萱野可芬、湯志偉、王琄、樊光耀、陳孝萱、唐正、林宗仁、陳季霞等人共同演出。

## 劇情
一日，高材生莊凱恩（陳妍希飾）和好友小荳（萱野可芬飾）發現母親惠雯（陳孝萱飾）與王一哲（楊祐寧飾）的父親王志文（湯志偉飾）約會，凱恩和一哲不想家庭破裂，於是假裝成為情侶調查兩人的關係，希望把二人拆散……。在調查中，凱恩和一哲都沒有察覺到，原來愛情已經一步一步向他們走近……。

## 主要角色
| 演員   | 角色   | 職業／關係／簡介                                     |
| 陳妍希 | 莊凱恩 | - 莊書宇、惠雯的女兒 - 跟王一哲假裝情侶 - 小荳的好友 |
| 楊祐寧 | 王一哲 | - 王志文、美儀的兒子 - 跟莊凱恩假裝情侶              |

## 其他角色
| 演員     | 角色   | 職業／關係／簡介                             |
| 萱野可芬 | 小荳   | - 莊凱恩好友 - 喜歡嚴志宏                    |
| 湯志偉   | 王志文 | - 王一哲父親 - 美儀的丈夫 - 惠雯之初戀情人   |
| 王琄     | 美儀   | - 王一哲母親 - 王志文妻子                    |
| 樊光耀   | 莊書宇 | - 莊凱恩父親 - 惠雯丈夫                      |
| 陳孝萱   | 惠雯   | - 莊凱恩母親 - 莊書宇妻子 - 王志文之初戀情人 |
| 唐正     | 嚴志宏 |                                              |
| 林宗仁   | 阿公   | - 莊凱恩外公                                 |
| 陳季霞   | 教官   |                                              |

## 外部連結
- 《初戀風暴》的Facebook專頁
- Yahoo奇摩電影上《初戀風暴》的資料（繁體中文）
- MSN娛樂上《初戀風暴》的資料（繁體中文）

- 開眼電影網上《初戀風暴》的資料（繁體中文）
- 豆瓣电影上《初戀風暴》的資料 （简体中文）
- 时光网上《初戀風暴》的資料（简体中文）
- 香港影庫上《初戀風暴》的資料（繁體中文）
- 互联网电影数据库（IMDb）上《初戀風暴》的资料（英文）